# Либоє
Либоє (словен. Liboje) — поселення в общині Жалець, Савинський регіон, Словенія. 
Висота над рівнем моря: 314,5 м.